# Cicerbita putii
Cicerbita putii là một loài thực vật có hoa trong họ Cúc. Loài này được (Kerr) H.Koyama mô tả khoa học đầu tiên năm 2001.